# Skrajny Kieżmarski Strażnik

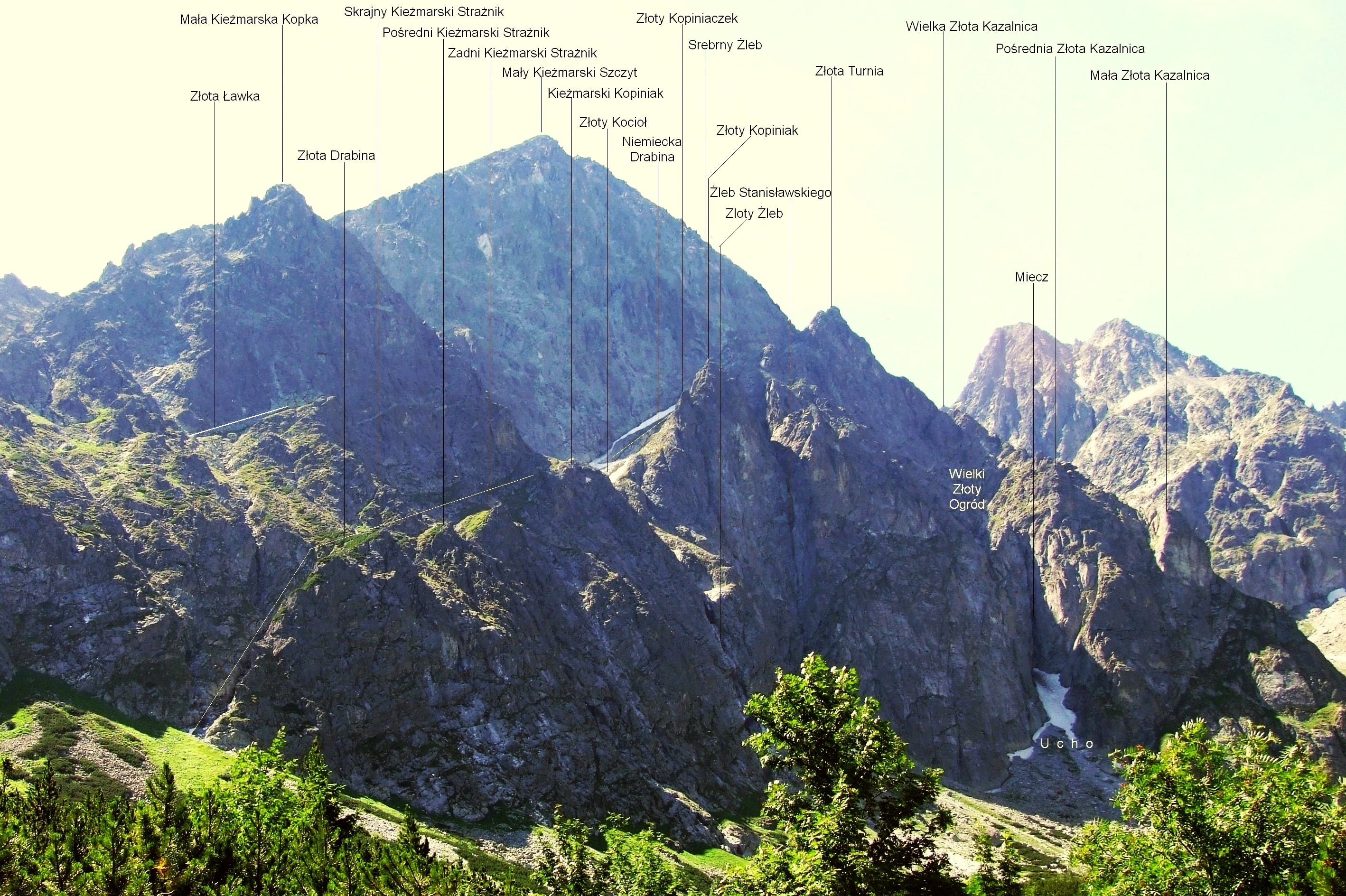

Skrajny Kieżmarski Strażnik – zbudowana z granitów turnia na północnej ścianie Kieżmarskiej Kopy w słowackich Tatrach Wysokich. Wznosi się w stokach opadających do dna Zielonej Doliny Kieżmarskiej. Od ściany Kieżmarskiej Kopy oddziela ją przełączka Skrajny Złoty Przechód.
Skrajny Kieżmarski Strażnik jest jedną z czterech turni wznoszących się rzędem w północnej ścianie Kieżmarskiej Kopy. Jest najniższą z nich i najbardziej wysuniętą na północny wschód. Od północno-wschodniej strony opada urwiskiem do żlebu spod Zlotych Wrótek. Pozostałe turnie to: Pośredni Kieżmarski Strażnik, Zadni Kieżmarski Strażnik i Kieżmarski Kopiniak. Pomiędzy turniami tymi a ściana Kieżmarskiej Kopy ciągnie się skośnie w górę zachód zwany Złotą Drabiną. Używany jest przez taterników jako jedno z łatwiejszych przejść do Złotego Kotła. Również na ścianach Skrajnego Kieżmarskiego Strażnika znajdują się drogi wspinaczkowe.